# Deiscenza (botanica)

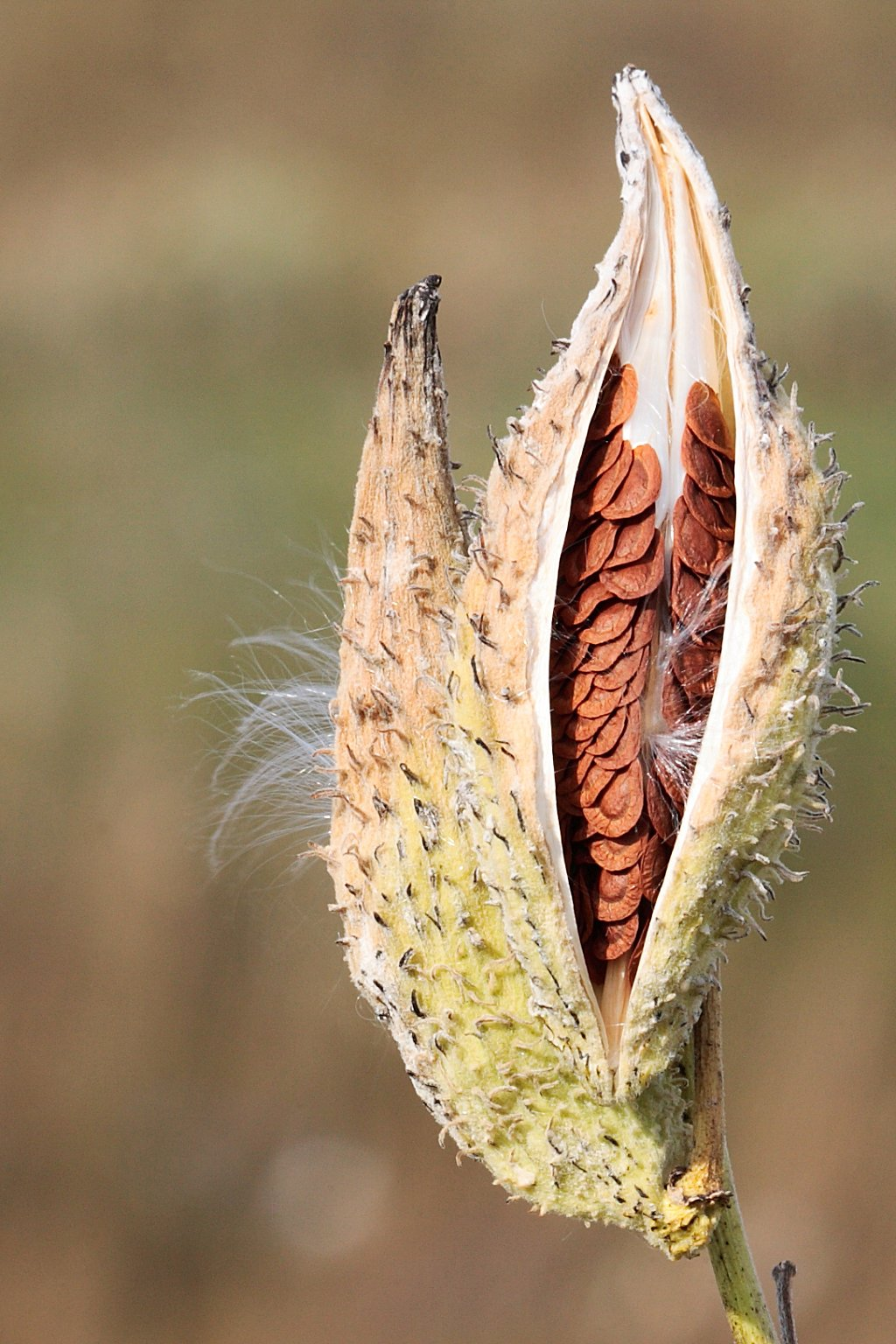
Deiscenza di un frutto di Asclepias syriaca

Il termine deiscenza indica, in ambito botanico, il fenomeno che riguarda quelle strutture (come frutti o antere) che una volta giunti a maturità si aprono spontaneamente per lasciare uscire il proprio contenuto. 
Il fenomeno opposto a quello della deiscenza è detto indeiscenza.
Sono deiscenti, ad esempio, la siliqua, la siliquetta, il follicolo e la capsula.